# Glochidion album
Glochidion album är en emblikaväxtart som först beskrevs av Francisco Manuel Blanco, och fick sitt nu gällande namn av Jacob Gijsbert Boerlage. Glochidion album ingår i släktet Glochidion och familjen emblikaväxter. Inga underarter finns listade i Catalogue of Life.